# Dumbletoniella pittospori
Dumbletoniella pittospori là một loài côn trùng cánh nửa trong họ Aleyrodidae, phân họ Aleyrodinae.
Dumbletoniella pittospori được Martin & Carver năm Martin miêu tả khoa học đầu tiên năm 1999.